# Базиліка Максенція і Костянтина
Базиліка Максенція і Костянтина (італ. Basilica di Massenzio), також знана як Базиліка Нова (італ. Basilica Nova) або Базиліка Максенція — найбільша будівля Римського форума.

## Історія
Будівництво почалося на північній стороні форуму за імператора Максенція в 308 році, і було завершено в 312 році Костянтином II після перемоги останнього в Битві біля Мульвійського мосту. Будівля була зведена біля занедбаного на той час Форуму Веспасіана та Храму Венери та Рому, чия реконструкція була частиною інтервенції новозведеної базиліки.
Будівля складалася з центральної нави площею в понад 4000 м², вкритої трьома хрещатими зводами. Висота склепінь становила 39 метрів. Усередині стіни базиліки були прикрашені мармуровими плитами, підлога також вкрита кольоровим мармуром.
Архітектурним прикладом для будівництва послужили терми Каракалли і Діоклетіана. У західній абсиді базиліки була встановлена колосальна статуя Костянтина. У базиліці Костянтина не тільки поклонялися богам, а й призначали ділові зустрічі; тут же засідала міська рада.
Під час Олімпійських ігор 1960 під давнім склепінням проходили змагання з боротьби.